# Кулієв Авди Овезкулійович
Авди Овезкулійович Кулієв (туркм. Awdy Öwezkuliýewiç Kuliýew; 30 липня 1936, Ашхабад — 10 квітня 2007, Осло) — радянський дипломат, російський і туркменський політик, публіцист, перший міністр закордонних справ Туркменістану.

## Життєпис
Авди Кулієв народився в Ашхабаді в родині службовців. За освітою філолог. Після закінчення університету працював науковим співробітником Інституту мови і літератури Академії наук Туркменської РСР. Був стажистом-дослідником Інституту народів Азії Академії наук Туркменської РСР, незабаром завідувачем курсами російської мови при Радянському культурному центрі в Таїзі (1960—1971 рр.). З 1971 року працював в дипломатичному відомстві СРСР. Працював на різних дипломатичних посадах в посольствах СРСР в арабських країнах (1971—1987 рр.). Був тимчасовим повіреним у справах СРСР в султанаті Оман та Державі Катар.
Працював в центральному апараті Міністерства закордонних справ СРСР. Був радником Управління країн Близького Сходу і Північної Африки МЗС СРСР (1987—1989 роки).
У 1990—1992 роках був міністром закордонних справ Туркменії. Пішов у відставку в 1992 році, виступаючи проти уряду президента Сапармурата Ніязова. 17 квітня 1998 був затриманий в Ашхабадському міжнародному аеропорту. Через кілька днів Президент Туркменістану Сапармурат Ніязов, виступаючи в США, публічно заявив, що Кулієв є злочинцем і терористом, пов'язаним з російськими спецслужбами. Після того, як інцидент з Кулієвим набув характеру міжнародного скандалу, співробітники російського посольства надали сприяння у звільненні Кулієва з-під варти і в його виїзді в Росію.
Проживав у Норвегії. У 2002 році створив опозиційне об'єднання «Союз демократичних сил Туркменістану» і очолив його.
Хворів на рак спинного мозку. 10 квітня 2007 року пішов з життя, в Осло. Вдові Авди Кулієва було відмовлено в дозволі поховати чоловіка на Батьківщині.

## Автор книги
Написав книгу: «Два роки в уряді. Тринадцять років в опозиції», видана у 2006 році.